# Damalis dentata
Damalis dentata là một loài ruồi trong họ Asilidae. Damalis dentata được Joseph & Parui miêu tả năm 1987. Loài này phân bố ở miền Ấn Độ - Mã Lai.